# Maria Kleophae

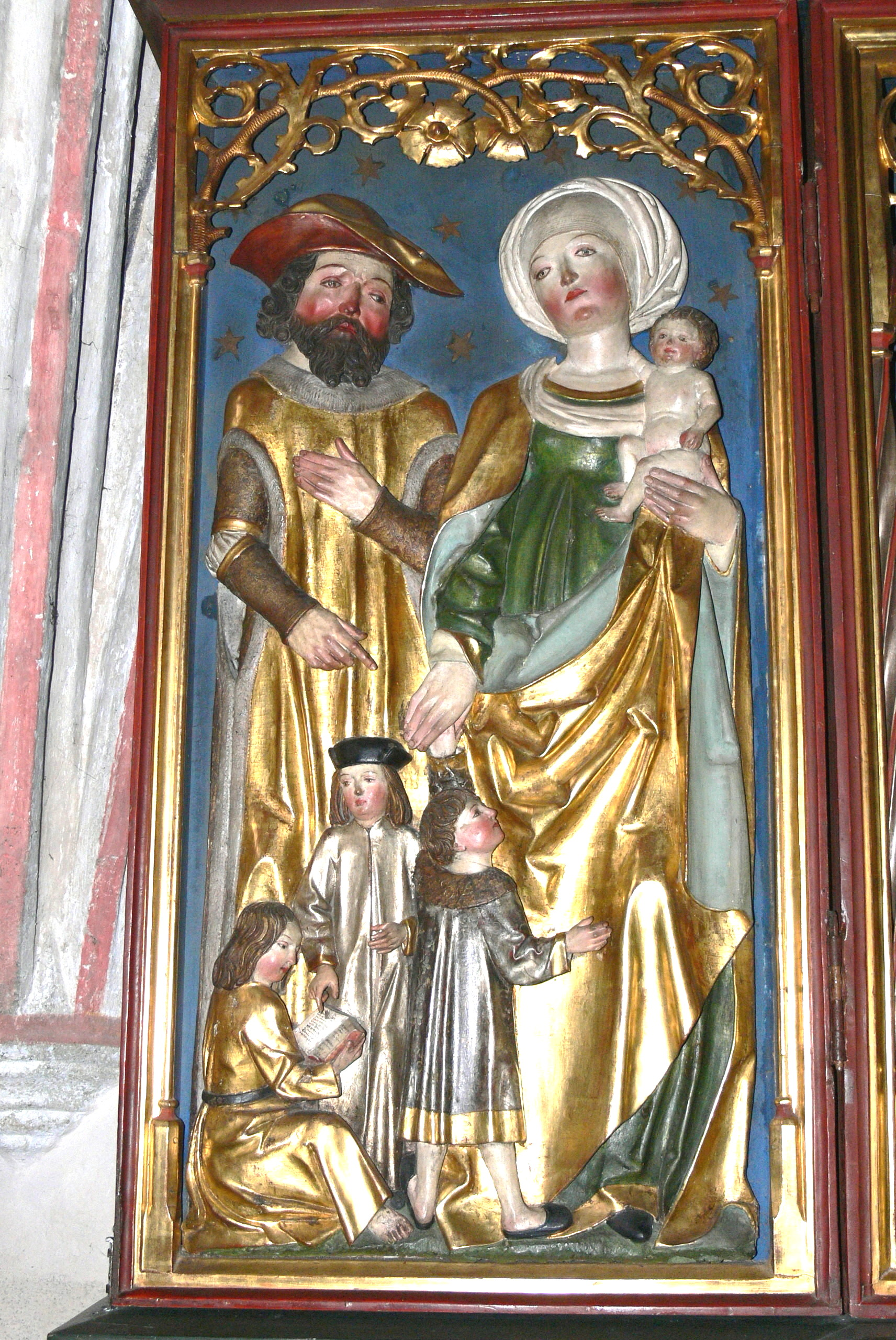
Maria Kleophae mit ihrem Mann Alphäus und ihren Kindern Jakobus der Jüngere, Joseph, Simon Zelotes und Judas Thaddäus, Altar der Heiligen Sippe, Langenzenn (Bayern)

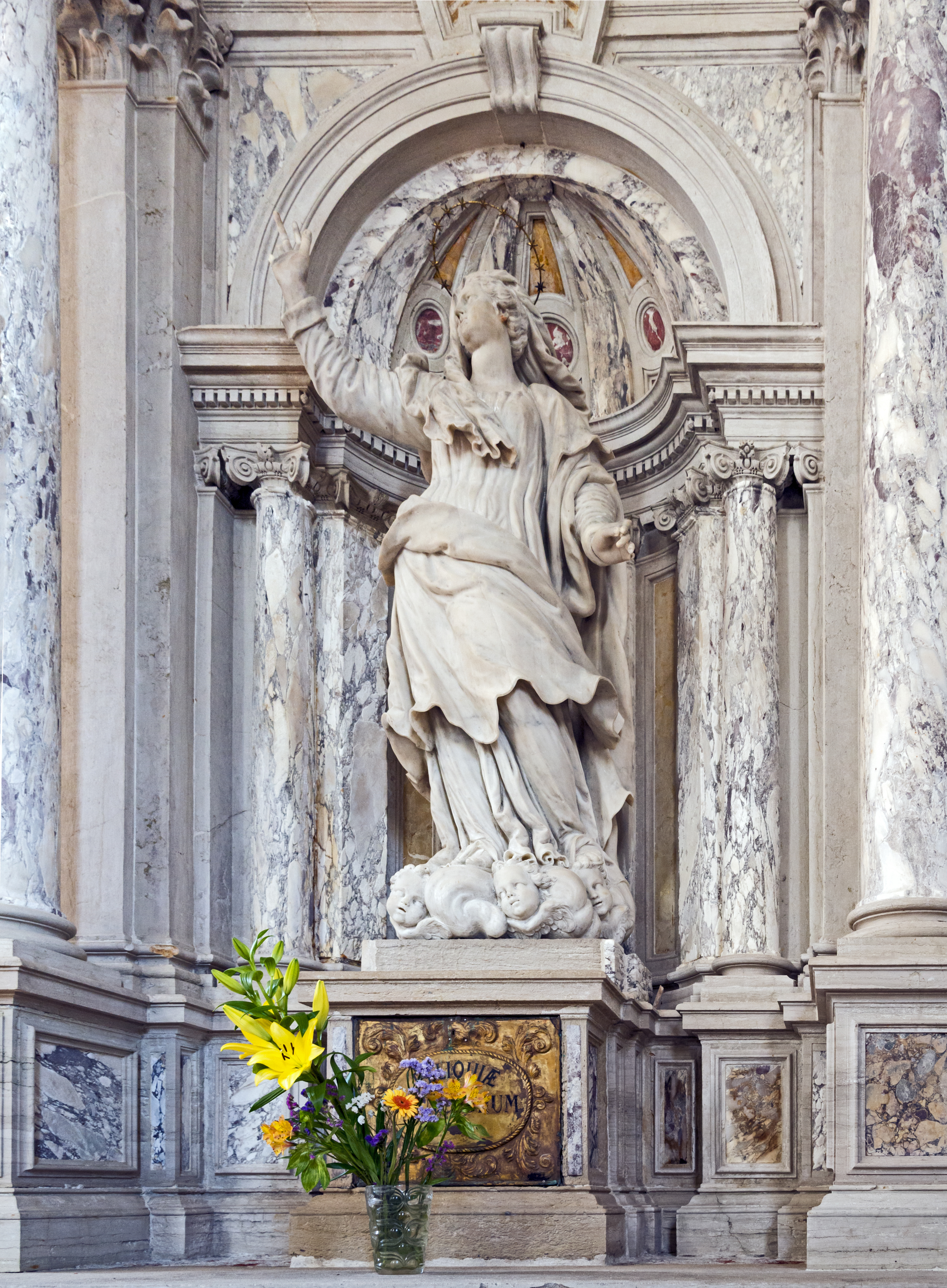
Maria Kleophae – Venedig

Die Heilige Maria des Kleophas oder Maria des Klopas (auch Maria Jakobäa) ist im Neuen Testament als Jüngerin von Jesus von Nazaret erwähnt.

## Biblische Überlieferung
Der griechische Text lässt offen, ob es sich um die Tochter, Frau oder sogar Mutter des Kleophas handelt, in der christlichen Tradition wird sie durchgehend als Frau des Kleophas angesehen. Von Richard Bauckham wird Kleophas mit Kleopas gleichgesetzt, der ein Verwandter Jesu (vielleicht ein Bruder des Hl. Joseph?) und später eine führende Person der Jerusalemer Urgemeinde war.
Im Johannesevangelium (Joh 19,25 ) wird Maria Kleophae als eine der Frauen unter dem Kreuz erwähnt: „Bei dem Kreuz Jesu standen seine Mutter und die Schwester seiner Mutter, Maria, die Frau des Klopas, und Maria von Magdala.“ Aufgrund des Satzbaus wird sie von einigen als Schwester der Mutter Jesu angesehen, während andere es für eher unwahrscheinlich halten, dass zwei Schwestern den gleichen Namen haben. Sie könnte aber auch eine Schwägerin gewesen sein, da „Schwester“ im biblischen Kontext nicht unbedingt eine leibliche Schwester bezeichnen muss.
In der Parallelstelle bei Matthäus (Mt 27,56 ) ist unter den Frauen am Kreuz eine „Maria … Mutter des Jakobus und des Josef“ erwähnt, bei Lukas unter den Frauen am Grab eine „Maria … Mutter des Jakobus“ (Lk 24,10 ), die in der Regel beide mit der Maria des Kleophas gleichgesetzt werden. Der Sohn mit Namen Jakobus wird bibelkundlich auch als Jakobus der Kleine bezeichnet, über den nichts weiter bekannt ist (sofern man ihn nicht mit Jakobus dem Jüngeren, dem Sohn des Alphäus, identifiziert). Ebenso wird die „andere Maria“ (Mt 27,61 ) regelmäßig mit der Maria des Kleophas identifiziert.
Es ist allerdings auch denkbar, dass Kleophas und seine Frau die Eltern der beiden „Herrenbrüder“ Simon und Judas waren; dann könnte man die „andere Maria“ als Mutter der anderen beiden „Herrenbrüder“ Jakobus und Joses (und mit Alphäus verheiratet) ansehen. In dieser Konstruktion würde der Herrenbruder Jakobus mit dem „jüngeren“ Jakobus („Sohn des Alphäus“) gleichgesetzt, was in erster Linie dazu dient, die Annahme einer niemals verlorenen Jungfräulichkeit der Mutter Jesu aufrechtzuerhalten (sonstige Anhaltspunkte für diese Gleichsetzung der verschiedenen Träger des Namens Jakobus gibt es nicht).

## Maria Jakobäa
In der mittelalterlichen Legenda aurea wird Kleophas unmittelbar mit Alphäus, dem Vater Jakobus’ des Jüngeren (Mt 10,28 ) identifiziert, sodass seine Frau Maria als Mutter von Jakobus dem Jüngeren, Simon Zelotes und Judas Thaddäus angesehen wird. Diese Identifizierung wird auch heute von einzelnen, zumeist katholischen Auslegern vertreten, die aufgrund der Ähnlichkeit der Namen eine Gleich- oder Wechselnamigkeit ein und derselben Person annehmen, wie sie bei der Gräzisierung jüdischer Namen häufiger vorkam (angenommen wird eine Person mit dem semitischen Namen Chalpai).

## Die Drei Marien
Nach einer Überlieferung war Maria Kleophae zusammen mit (Maria) Salome von Galiläa und ihrer (möglicherweise dunkelhäutigen) Dienerin Sara-la-Kâli vor einer Christenverfolgung auf einem Schiff aus dem Heiligen Land geflohen und an dem Ort in Südfrankreich gelandet, der heute nach ihnen Saintes-Maries-de-la-Mer genannt wird.

## Gedenktage
- evangelisch: 3. August im Kalender der Lutherischen Kirche – Missouri-Synode
- römisch-katholisch: 24. April
- orthodox: 23. Mai, dritter Sonntag der Osterzeit, 19. Juni
- armenisch: 9. April

## Darstellung
Sie wird nur im Zusammenhang der Heiligen Sippe und bei Szenen im Leben Jesu dargestellt. In Darstellungen des Spätmittelalters wird von der Identität zwischen Maria Kleophas und der Mutter des Jakobus ausgegangen. Mit oder ohne Mann wird sie zumeist mit ihren Kindern Jakobus, Sohn des Alphäus, Simon Zelotes, Judas Thaddäus und Joses oder Barnabas abgebildet.

## Musik
In Georg Friedrich Händels Oratorium La Resurrezione (uraufgeführt 1708 in Rom) ist die Person Marias des Kleophas eine der tragenden Rollen (italienisch „Cleofe“).